# تمساح متخفي
التمساح المتخفي (الاسم العلمي:†Lanthanosuchus) هو جنس من نظيرات الزواحف يتبع فصيلة التماسيح المتخفية من رتبة أشباه البركلوفونات وعاش في العصر البرمي المتأخر. تم العثور على أحافيره في إيشيفو في تتارستان. كان طول التمساح المتخفي 75 سم.